# Gunnar Håkansson (illustratör)
Gunnar Filip Heribert Håkansson, född 31 maj 1891 i Malmö Karoli församling, Malmö, död 19 februari 1968 i Kungsholms församling, Stockholm, var en svensk illustratör och reklamman.

## Biografi
Gunnar Håkansson studerade vid Högre konstindustriella skolan, och tog examen som teckningslärare. Efter examen var han anställd som tecknare vid Halcks annonsbyrå, Stockholm. Den 1 januari 1920 anställdes han på Svenska Telegrambyrån som textredaktör och reklamtecknare där han sedan arbetade i  mer än fyrtio år, till 1961. Han började en egen verksamhet vid sidan av Svenska telegrambyrån under firmanamnet Atelier Reklamkultur och skapade affischer för Svensk Filmindustri, men även för teatrar. Han gjorde också reklam för såväl kaffe som myggmedel och smink men det är främst de affischer han gjorde för Tivoli Gröna Lund som gett honom uppmärksamhet.
Gunnar Håkansson gav ut en seriös diktsamling, Den osynlige pianisten på Bonniers 1931, med goda recensioner både i svensk och i norsk press.